# Téra
Pour l’article ayant un titre homophone, voir Terra.
Pour les articles homonymes, voir Tera (homonymie).
Pour un article plus général, voir Préfixes du Système international d'unités.
Téra (symbole T) est le préfixe du Système international d'unités qui représente 1012, soit mille milliards (un billion en échelle longue).

## Étymologie
Confirmé en 1960, il provient du grec τέρας, monstre.

## Selon les domaines
En informatique, il ne faut pas confondre le tébioctet Tio (en anglais TiB, pour tebibyte) et le téraoctet To (en anglais TB, pour terabyte), car le premier représente 240 (= 10244) soit 1 099 511 627 776 octets alors que le second représente 1012 soit 1 000 000 000 000 octets.
Dans le domaine des ondes électromagnétiques, on parle de térahertz pour 1012 hertz.
En astronomie, une année-lumière vaut environ 9 500 téramètres (Tm).